# Chiesa di Santa Maria del Parto (Vigevano)
La chiesa di Santa Maria del Parto, popolarmente nota come chiesa di Battù, è un edificio religioso sito a Vigevano, in provincia di Pavia e diocesi di Vigevano.

## Storia
La chiesa fu costruita grazie all'eredità di Marco Antonio Cassolio Gatta. Gli archivi conservano un atto di alienazione del 1875 a un certo Cavalier Motta diventando poi di proprietà della famiglia Dulio.

## Descrizione
L'edificio si presenta con una facciata divisa su due ordini da una cornice marcapiano, e culminante con il timpano triangolare. La parte inferiore ha nella parte centrale il portale con cornici in pietra e ai lati in due nicchie due statue. Anticamente, al posto di questa chiesa, vi era un altro edificio di culto, detto del Conte, poiché fatto costruire dal conte Nicolò Trivulzio, e dedicato alla Beata Vergine del Parto; il popolo però ne corruppe il nome in Beata Vergine di Battù. Secondo altre ipotesi, il nome potrebbe derivare dalla confraternita dei Battuti, o dal fatto che la zona in cui sorge la chiesa era particolarmente soggetta a vento e intemperie.
L'interno a navata unica conserva l'affresco cinquecentesco di scuola lombarda, proveniente dall'antica chiesetta preesistente, raffigurante la Madonna col Bambino posta come pala d'altare sull'altare laterale a Lei dedicato. Il presbiterio presenta nel catino absidale la lunetta con l'affresco settecentesco raffigurante Cristo che prega nell'orto degli ulivi.